# Артамонов, Александр Павлович
Алекса́ндр Па́влович Артамо́нов (6 августа 1904 — 7 сентября 1952) — советский военный деятель, полковник, участник Великой Отечественной войны.

## Биография
Александр Павлович Артамонов родился 6 августа 1904 года в деревне Бояркино (ныне — в составе города Раменское с административной территорией, Московская область). В 1926-1927 годах проходил срочную службу в Рабоче-Крестьянской Красной Армии, окончил курсы одногодичников. Демобилизовавшись, работал в Раменском районном финансовом отделе, затем директором трикотажной фабрики в Бронницах. В 1930 году окончил курсы усовершенствования командного состава противовоздушной обороны запаса. В июне 1932 года повторно был призван на службу. В 1937 году окончил курсы усовершенствования командного состава ПВО. Служил на командных и штабных должностях в различных частях воздушного наблюдения, оповещения и связи. В 1941 году занимал должность заместителя командира 10-го отдельного полка ВНОС.
С начала Великой Отечественной войны — на её фронтах. Участвовал в битве за Москву. С июня 1942 года командовал 12-м полком воздушного наблюдения, оповещения и связи, а с июня 1943 года — 2-й дивизией ВНОС. Вверенное ему соединение занималось радиолокационной разведкой, оповещением войск противовоздушной обороны о грядущих авиационных налётах противника на объекты тыла.
После окончания войны продолжал службу в Советской Армии. В 1948 году окончил Высшую офицерскую школу противовоздушной обороны. С декабря 1949 года служил заместителем командира — начальником полкового поста 7-го полка ВНОС. В мае 1952 года зачислен в распоряжение командующего 34-й воздушной армией. Скончался 7 сентября 1952 года.

## Награды
- Орден Отечественной войны 2-й степени (18 ноября 1944 года);
- 2 ордена Красной Звезды (22 февраля 1943 года, ?);
- Медали «За боевые заслуги», «За оборону Москвы» и другие.